# Margaret Sievwright

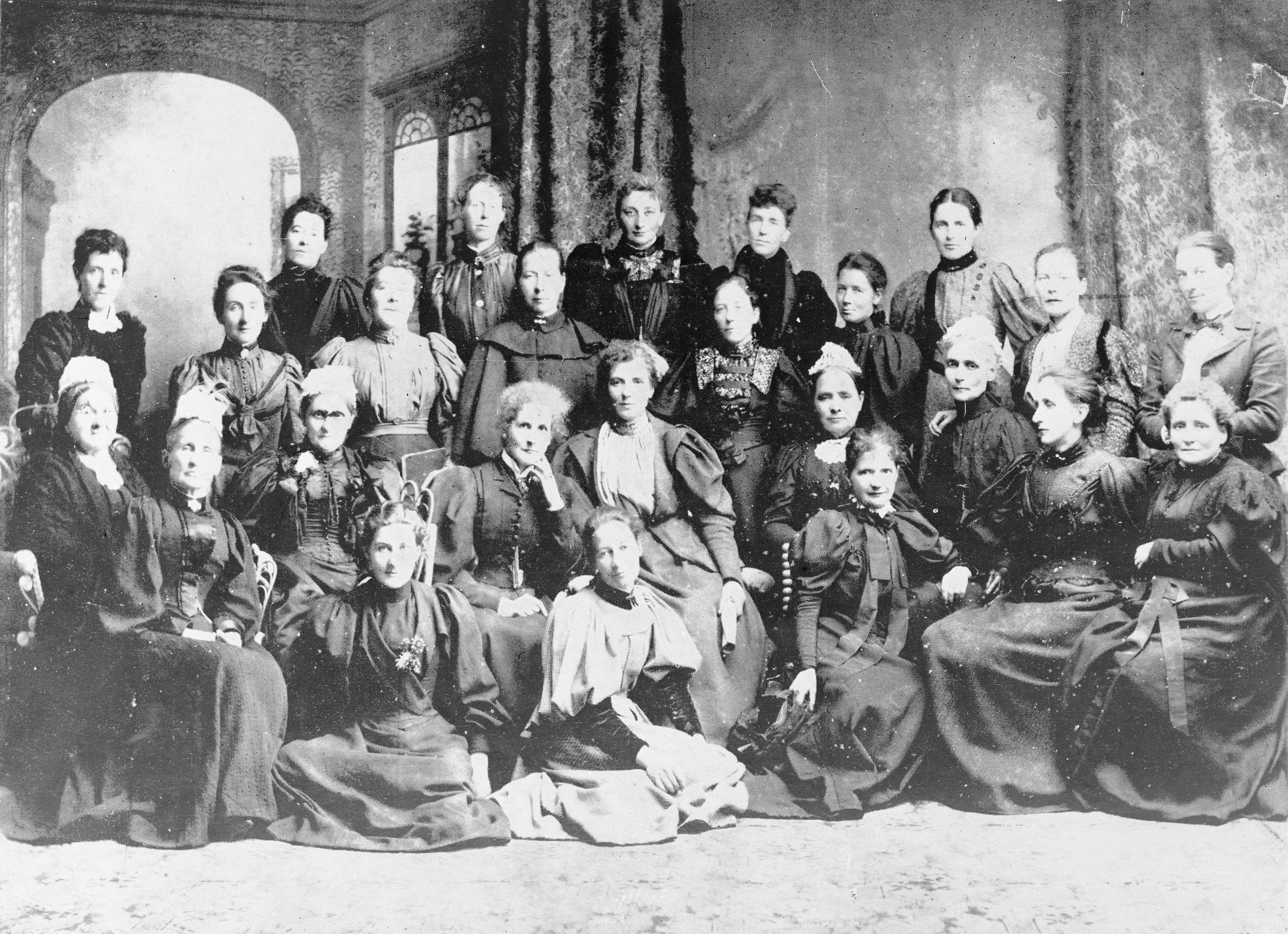
Gründungsmitglieder des National Council of Women of New Zealand, Christchurch im Jahr 1896
Margaret Sievwright, 3. von rechts in der sitzenden Reihe

Margaret Home Sievwright, geb. Richardson (* 19. März 1844 in Pencaitland, East Lothian, Schottland; † 9. März 1905 in Gisborne, Neuseeland) war eine schottische Lehrerin und Krankenschwester sowie in Neuseeland eine Suffragette und Frauenrechtlerin und 1896 Gründungsmitglied des National Council of Women of New Zealand.

## Frühes Leben
Margaret Richardson wurde am 19. März 1844 als Tochter der Eheleute Jane Law Home und dem Gutsbesitzer John Richardson in Pencaitland, East Lothian geboren. Über ihre Schulbildung ist nichts bekannt, doch ihre Schulbildung ließ sie zum Unterrichten geeignet sein. Sie kümmerte sich früh um Menschen, die arm und bedürftig waren. Sie unterrichtete zunächst in einer Schule, brach aber die Tätigkeit ab, um sich um Bedürftige zu kümmern. So unterrichtete sie in jungen Jahren benachteiligte Kinder in den sogenannten „Lumpenschulen“ von Edinburgh. Anschließend absolvierte sie eine Ausbildung zur Krankenschwester.

## Berufsleben und Kampagnenarbeit
Nach ihrer Ausbildung arbeitete sie in Krankenhäuser als Krankenschwester nach dem System von Florence Nightingale. Während dieser Zeit machte sie Erfahrungen, wie schlecht es vielen Frauen ging, was sie schließlich darin prägte, sich für die Emanzipation von Frauen einzusetzen. Auch schloss sie sich den Kampagnen von Josephine Butler an, die die Aufhebung der Gesetze gegen ansteckende Krankheiten von 1864, 1866 und 1869 forderten.

## Neuseeland
In den 1870er Jahren wanderte Margaret nach Neuseeland aus, wo sie am 29. November 1878 in Wellington den Rechtsanwalt William Sievwright heiratete. William hatte bereits zwei Töchter aus seiner ersten Ehe und zusammen mit Margaret sollten sie eine weitere Tochter bekommen. 1883 zog die Familie nach Gisborne, wo sich Margarets Mann mit einer eigenen Kanzlei selbstständig machte. 1884 kauften sie ein Anwesen mit Blick auf die Poverty Bay und die Stadt. Auf ihrem Grundstück richtete Margaret eine kleine Schule ein und engagierte sich in einem Wohltätigkeitsverein. Dieser sammelte Geld für Gemeinschaftsprojekte, wie eine Isolierstation für das örtlichen Krankenhauses oder ein Altersheim für Männer.

## Politisches Engagement
Margaret wurde Mitglied in der Women’s Christian Temperance Union New Zealand und organisierte deren Zweig in Gisborne. Sie wurde Teil der Suffragetten-Bewegung in Neuseeland und zusammen mit anderen nationalen Führungspersönlichkeiten unterhielt sie enge Verbindungen zu feministischen Bewegungen in Übersee. Zwischen 1887 und 1892 scheiterten mehrere Gesetzesentwürfe für das Frauenwahlrecht in Neuseeland und 1893 übergaben Suffragetten, angeführt von Kate Sheppard und Margaret Sievwright, eine Petition mit fast 32.000 Unterschriften über ihren Befürworter, Sir John Hall an das Neuseeländische Parlament. Die Aktion führt dazu, dass noch im selben Jahr das Parlament über das aktive Wahlrecht für Frauen positiv entschied.
1894 gründete Margaret mit Mitstreiterinnen die Gisborne Women’s Political Association. Sie vertrat ihre Organisation 1896 bei der Gründung des National Council of Women of New Zealand (NCWNZ) und war bis 1901 deren Vizepräsidentin. Anschließend übernahm sie das Amt der Präsidentin der NCWNZ und hatte das Amt bis zu ihrem Tod inne. 1901 gründete Margaret zudem den Local Council of Waiapu Women, übernahm die Position der Sekretärin und von 1902 bis 1904 die Präsidentschaft.
Margaret strebte in ihrer politischen Arbeit die völlige Gleichstellung aller Frauen in Neuseeland an, wollte wirtschaftliche Unabhängigkeit für verheiratete Frauen, gleiche Bezahlung für Frauen und Männer und kämpfte für eine Reform des Ehe- und Scheidungsrechts. Sie glaubte, dass eine umfassendere Emanzipation nur durch die Unterstützung politischer Parteien erreicht werden kann, die sich für die Interessen der Frauen einsetzen. Während des Zweiten Burenkriegs (1899–1902), der auch Südafrikakrieg genannt wurde, trat sie öffentlich für Abrüstung und gegen eine Einbeziehung Neuseelands in den Konflikt ein. In der Presse wurde sie dafür scharf verurteilt.
1903 stellte sie fest, das die Frauenbewegung in Neuseeland an Zugkraft verloren hatte und prophezeite einen langen, harten Kampf, um die Bewegung wieder zu entfachen.
Margaret Home Sievwright starb am 9. März 1905 mit knapp 61 Jahren im Stadtteil Whataupoko von Gisborne. Mit ihrem Tod endete auch ihre Präsidentschaft im National Council of Women of New Zealand.